# Aberracje chromosomowe

Trzy główne rodzaje mutacji chromosomalnych; delecja (1), duplikacja (2) i inwersja (3).

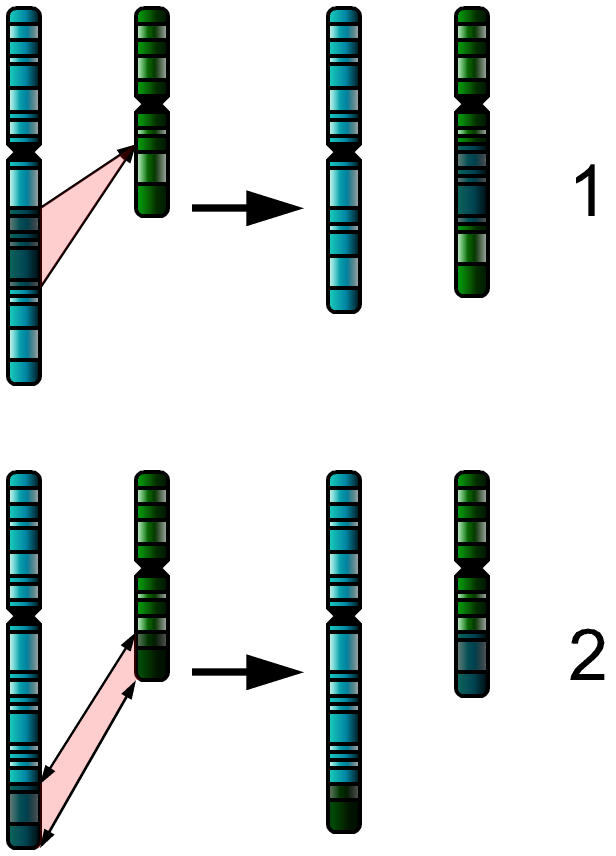
Dwie główne mutacje dwuchromosomowe; insercja (1) i translokacja (2).

Aberracja chromosomowa (mutacja chromosomowa) – zmiana struktury lub liczby chromosomów. Do aberracji chromosomowych może dochodzić spontanicznie lub pod wpływem czynników mutagennych (np. promieniowanie jonizujące, promieniowanie ultrafioletowe, wysoka temperatura).

## Anomalie liczbowe
Aneuploidie i poliploidie są skutkiem nieprawidłowo przebiegającego procesu rozdziału chromosomów podczas podziału komórki.
U człowieka na poziomie całego organizmu (tzn. prawie każda jądrzasta komórka organizmu powinna zawierać ową zmianę) zdecydowana większość mutacji liczby chromosomów autosomalnych jest śmiertelna. Wyjątki to:
- zespół Downa – trisomia 21
- zespół Edwardsa – trisomia 18
- zespół Pataua – trisomia 13
- zespół Warkany’ego 2 – trisomia 8
- trisomia 9

Zmiany liczby chromosomów płciowych są lepiej tolerowane.
- zespół Turnera X0
- zespół Klinefeltera XXY
- Zespół XXX
- Zespół XYY

## Anomalie strukturalne
Anomalie strukturalne są to zmiany powstające na skutek pęknięć a następnie łączenia się odcinków w odmiennym już porządku. Mają one ogromne znaczenie dla ewolucji, ponieważ zmieniają położenie genów, a tym samym wpływają na szansę rekombinacji.
- delecję – utrata odcinka chromosomu
  - deficjencję – utrata końcowego odcinka chromosomu[1][2]
- inwersję – odwrócenie fragmentu chromosomu o 180 stopni
- duplikację – powielenie odcinka chromosomu
- translokację – przeniesienie odcinków między niehomologicznymi chromosomami.
- pęknięcie centromeru – rozdzielenie ramion chromosomu
- chromosom pierścieniowy – powstaje, kiedy ramiona chromosomu łączą się tworząc pierścień; zazwyczaj towarzyszy temu delecja fragmentów położonych na końcach chromosomu.

## Aberracje popromienne
Mutacje chromosomowe powstałe w ściśle określonym punkcie chromosomów na skutek bezpośredniego lub pośredniego działania promieniowania jonizującego. Zwykle są to zmiany nieodwracalne. Promieniowanie powoduje poprzeczne pęknięcie całego chromosomu. Oderwane fragmenty łączą się ponownie (często odwrotnymi końcami), albo łączą się z fragmentami innych chromosomów. Mogą też nie połączyć się wcale. Struktura takich chromosomów zostaje zmieniona, następuje mutacja. Aberracje popromienne chromosomów mogą być potęgowane przez czynniki zewnętrzne, np. temperaturę.

## Znaczenie w ewolucji
Podwojenie liczby chromosomów jest podstawą hipotezy Ohno, według której dostarcza ono materiału dla nowych funkcji genów.
Zmiany liczby chromosomów umożliwiają także genetyczną izolację nowych gatunków.